# Velaine-sous-Amance
Velaine-sous-Amance är en kommun i departementet Meurthe-et-Moselle i regionen Grand Est (tidigare regionen Lorraine) i nordöstra Frankrike. Kommunen ligger i kantonen Seichamps som tillhör arrondissementet Nancy. År 2022 hade Velaine-sous-Amance 284 invånare.

## Befolkningsutveckling
Antalet invånare i kommunen Velaine-sous-Amance
| Referens: INSEE |